# 압두 라자크 트라오레
압두 라자크 트라오레(Abdou Razack Traoré, 1988년 12월 28일 ~ )는 부르키나파소의 축구 선수이며, 코트디부아르 태생이다.